# Cincy Powell
Cincinnatus „Cincy” Powell (ur. 25 lutego 1942 w Baton Rouge, zm. 9 stycznia 2023 w Dallas) – amerykański koszykarz, występujący na pozycjach niskiego i silnego skrzydłowego.
W swoim najbardziej udanym spotkaniu w karierze zanotował 41 punktów, 27 zbiórek i 9 asyst.

## Osiągnięcia
Na podstawie, o ile nie zaznaczono inaczej.
ABA
- Wicemistrz ABA (1971)[3]
- Zaliczony do II składu ABA (1968)[4]
- Uczestnik meczu gwiazd ABA (1970, 1971)[5][3]